# Kanton Thèze
Kanton Thèze (francouzsky Canton de Thèze) je francouzský kanton v departementu Pyrénées-Atlantiques v regionu Akvitánie. Tvoří ho 19 obcí.

## Obce kantonu
- Argelos
- Astis
- Aubin
- Auga
- Auriac
- Bournos
- Carrère
- Claracq
- Doumy
- Garlède-Mondebat
- Lalonquette
- Lasclaveries
- Lème
- Miossens-Lanusse
- Navailles-Angos
- Pouliacq
- Sévignacq
- Thèze
- Viven